# سیارک ۶۵۹۵
سیارک ۶۵۹۵ (به انگلیسی: 6595 Munizbarreto، نامگذاری:1987QZ1) شش هزار و پانصد و نود و پنجمین سیارک کشف شده‌است که در ۲۱ اوت ۱۹۸۷ کشف شد.
قدر مطلق سیارک برابر ۱۳٫۹۰ است.